# Webster (Iowa)
Webster è un comune degli Stati Uniti d'America, situato nello Stato dell'Iowa, nella contea di Keokuk.